# Вильямс, Форман Артур
Форман Артур Вильямс (англ. Forman Arthur Williams, род. 12 января 1934) — американский учёный-физик, специалист в области горения.

## Биография
Получил степень бакалавра в Принстонском университете в 1955 году, степень доктора философии в Калифорнийском технологическом институте под руководством Сола Пеннера в 1958 году, в диссертационном совете у Ричарда Фейнмана. Свою кандидатскую диссертацию представил лично фон Карману в его доме. Карман оказал сильное влияние на Вильямса.
После окончания института работал в Отделе инженерии и прикладной физики в Гарвардском университете до 1964 года, после чего он поступил на факультет в UCSD. Он был четвертым преподавателем, которого назначили, когда Сол Пеннер основал Инженерный факультет Калифорнийского университета в Сан-Диего. В январе 1981 года он принял кафедру Роберта Х. Годдарда в Принстоне, в конце концов вернулся в UCSD в 1988 году. Вильямс также сотрудничал в качестве адъюнкт-профессора в Йельском университете в течение одного месяца каждого года десять лет подряд, начиная с 1997 года. Он также был директором Центра исследований в области энергетики с 1991 по 2006 год в UCSD. Четыре года занимал пост кафедры в UCSD.

## Научные интересы
Фундаментальные результаты в области горения, в том числе с учётом микрогравитации. Считается одним из видных учёных в области горения. Он получил уравнение распыления (1958), в качестве статистической модели сжигания, аналогичной уравнению Больцмана. Хотя активизация энергии активации была известна российским учёным и ранее, именно Вильямс предложил в 1971 году начать использовать анализ. В 1985 году он предложил математическую модель для предварительно смешанного турбулентного пламени.
Он работал над рядом проектов с НАСА, ВВС и другими организациями, входил в миссию МКС в FLEX (Flame Extinguishment Experiment) и FLEX-2. Провёл экспериментальное исследование спиральных пламён в циркуляционном потоке Кармана, пламени этанола и т. д.